# 大石竜子
大石 竜子（おおいし りゅうこ）は日本の漫画家、イラストレーター。

## 作品

### 漫画
- 『ゆかのゆ』（電撃コミックガオ!）

### ゲーム
- 『赫炎のインガノック 』（ライアーソフト）
- 『Round a GO! GO!』（ライアーソフト）原画（一部）
- 『絶対地球防衛機 メガラフター』（ライアーソフト）原画（一部）
- 『Forest』（ライアーソフト）原画
- 『白光のヴァルーシア』（ライアーソフト）
- 『神学校 -Noli me tangere-』（ストーンヘッズ / PIL/SLASH）イメージ画
- 『フェアリーテイル・レクイエム』（ライアーソフト）原画・キャラクターデザイン
- 『フェアリーテイル・アンコール』（ライアーソフト）原画・キャラクターデザイン
- 『フェアリーテイル・シンフォニー』（ライアーソフト）原画・キャラクターデザイン
- 『魔性眼鏡』（PIL-VAMP）SDキャラクター、イメージイラスト
- 『徒花異譚』（ANIPLEX.EXE / ライアーソフト）原画・キャラクターデザイン[1]

### その他
- 『セレナリア・ザ・ガイド』（ライアーソフト）
- 劇場版空の境界コミックアンソロジー 第3章表紙（一迅社）